# Tomokazu Myojin
Tomokazu Myojin, född 24 januari 1978 i Hyōgo prefektur, Japan, är en japansk fotbollsspelare som sedan 2006 spelar för Gamba Osaka.